# 銀河帝國 (星球大戰)
銀河帝國（英語：Galactic Empire）通稱帝國（the Empire），是在小说及電影《星際大战》的世界中，一个由西斯大帝經過暗中策劃，建立用来取代银河共和国的政权。它包含了超过百万的成员国、超过五十万星球的殖民地、保护领土以及地方政权。由于被尊崇为取代古老帝国的无效并且不公正的法律的「新秩序」，帝国迅速成为了一个极权主义的政体，以強權及精銳武器來征服其他星球以成為帝國的領地，故引起多個星球的不滿，并且卷入了一场与反抗軍同盟长达23年的鬥爭中，最後反抗軍藉恩多戰役大捷，推翻帝國成立新共和國。

## 國家結構

### 帝國參議院
由前銀河參議院改組成立，不過參議院沒有實權。另外，參議員大部份是反抗軍同盟的成員，但參議員沒有實權，只能減低帝國軍行動的速度，不能停止帝國軍的行動。最後在帝國參議院成立後十九年，因為皇帝下令解散議會而永久停止運作。

### 軍事組織（帝國軍）
由前共和国軍克隆人军團改組成立的，包括帝國風暴兵等等。經常與反抗軍同盟交戰，最後帝國軍被反抗軍消滅。另外，帝國軍曾製造終極武器——死星來消滅反抗軍，最後死星一型和二型先後被反抗軍擊破（死星一型由路克·天行者擊破，死星二型則由地面戰爭的韓·索羅和莉亞·歐嘉納，以及太空戰爭的藍道·卡瑞辛等人所擊破）。另外，滅星者是帝國艦隊的主力戰艦，但各艦先後被反抗軍擊落，最後新共和將未被擊落的滅星者改為自己的戰艦。

## 後帝國時代

第一軍團徽記

恩多戰役一年後，失去皇帝等中樞的帝國軍與新共和國爆發賈庫戰役（Battle of Jakku），新共和國雖重挫帝國軍，但因人民厭戰而雙方簽訂《銀河和約》（Galactic Concordance）大幅裁軍，帝國殘部（Empire's remnants）受限於嚴格裁軍條約及懲罰賠款失去發動戰爭能力。舊帝國冰消瓦解，變成政治強硬派餘孽與新共和國陷於冷戰對立，最終出走銀河系邊陲的未知領域（Unknown Regions）；這些前帝國軍官、貴族、技術官僚等仍不忘陰謀奪權、秘密建軍，由最高領袖史諾克領導下重組繼承帝國的第一軍團（First Order）。